# La torre nera (film)
La torre nera (The Dark Tower) è un film del 2017 diretto da Nikolaj Arcel.
È tratto dall'omonima saga di Stephen King pubblicata in italiano con il titolo La Torre Nera, una serie di libri che, mischiando fantasy, fantascienza, horror e western, narra la storia di una terra in decadenza, Medio-Mondo, e dell'eroica figura che cerca di salvarla, il pistolero Roland, una sorta di cavaliere di frontiera che cerca di raggiungere la "Torre Nera", una costruzione leggendaria che rappresenta il punto di incontro del tempo e dello spazio, anticipando un oscuro stregone con la medesima ambizione; ad accompagnare il protagonista è un ristretto gruppo di personaggi chiamato "ka-tet".

## Trama
Jake Chambers è un ragazzo che vive con la madre e il patrigno dopo che il padre è morto in un incidente nei vigili del fuoco. Ultimamente Jake ha degli incubi in cui vede un uomo nero, un pistolero, una torre e delle persone facenti parte di una sorta di setta dove rapiscono dei ragazzi della sua età, mettendoli in un macchinario, dove telepaticamente le menti dei ragazzi generano un'onda che va a colpire la torre. Ogni volta che nei sogni Jake vede la torre colpita, delle piccole scosse di terremoto colpiscono la terra. Per questi sogni Jake viene ritenuto pazzo e fatto visitare, finché un giorno a casa sua arrivano una donna e un uomo che vogliono prendere il ragazzo per portarlo in una clinica psichiatrica, con altri ragazzi. Jake riconosce che quelle due persone sono quelle degli incubi e scappa, inseguito da loro. Successivamente grazie ad un sogno trova una casa abbandonata, dove riesce a trovare un portale per il "Medio-Mondo", non prima che un demone a protezione della casa lo ostacolasse. Jake entra e si ritrova in una zona deserta e arida. Incamminandosi si imbatte nel pistolero presente nei suoi sogni, Roland di Gilead. Il ragazzo racconta delle sue visioni e il pistolero decide di portarlo con sé, per condurlo ad una tribù di veggenti e scoprire dove si trova l'uomo nero, Walter Padick, un malefico stregone con poteri telepatici immensi, che ha ucciso il padre di Roland. L'uomo racconta a Jake che la torre nera esiste dall'alba dei tempi ed è ciò che protegge i vari mondi (tra cui il Mondo Cardine, cioè la terra) dalle insidie esterne. Walter attraverso i bambini rapiti, usa le loro menti per generare onde energetiche e danneggiare la torre, in modo da farla cadere e dominare il mondo con i suoi mostri. Arrivati alla tribù, Arra la miglior veggente dice a Jake che lui ha grandi poteri telepatici (chiamato "tocco") e lo invita a mostrare ciò che ha visto nei sogni. Arra interpreta la mente di Jake e scopre che Walter si trova nelle lande desolate a 6 mesi di viaggio, però la veggente consiglia di utilizzare un portale che loro hanno nella tribù, per arrivare ad una città del mondo cardine e successivamente arrivare dove si trova lo stregone. La popolazione attiva il generatore per il portale, ma Jake e Roland vengono attaccati dagli scagnozzi di Walter, che vengono eliminati da Roland. Entrati nel portale i due si ritrovano a New York, dove Jake decide di ritornare a casa per avvisare la mamma che sta bene, ma Walter è già passato di lì e ha ucciso il patrigno e la mamma di Jake. Disperato, il ragazzo trova conforto nel pistolero che gli insegna il suo credo e gli mostra l'uso della pistola. Mentre Jake e Roland si trovano ad un'armeria a fare rifornimento di pallottole, Walter si proietta telepaticamente e induce Jake ad usare il suo "tocco", quindi il ragazzo viene rintracciato, preso dagli uomini di Walter e portato al portale per le lande desolate, dove lo stregone lo collega al macchinario. Il potere di Jake è talmente alto che rischia di distruggere la torre; fortunatamente Roland arriva in tempo ed affronta Walter uccidendolo, libera Jake e distrugge il macchinario. Nella scena finale Roland dice a Jake che ora che non ha più niente sulla terra, può venire con lui nel suo mondo.

## Produzione

### Concezione
Primi progetti per una trasposizione cinematografica della serie di romanzi La Torre Nera (The Dark Tower), considerata l'opera magna di Stephen King e composta complessivamente da otto romanzi pubblicati tra il 1982 e il 2012, erano stati avviati per la prima volta nel 2007, ma arrivarono a concretizzarsi solo a partire dal 2015, dopo una lunga fase di development hell che ha visto alternarsi l'interesse di diversi registi e studi cinematografici.

#### L'interesse iniziale di J. J. Abrams e Damon Lindelof
All'inizio del 2007 erano stati J. J. Abrams e Damon Lindelof, co-ideatori della serie televisiva Lost, ad acquistare i diritti per realizzare una prima sceneggiatura per quello che avrebbe dovuto essere il primo di una serie di film ognuno dei quali tratto da un capitolo della saga letteraria. I due, che avevano trovato un accordo con il prolifico autore statunitense ottenendo i diritti cinematografici per la durata di tre anni a una cifra simbolica di diciannove dollari, numero ricorrente nella mitologia de La Torre Nera, nel 2007 erano tuttavia ancora impegnati con la produzione di Lost, e, col passare del tempo, preferirono comunque non dedicarsi a tempo pieno al progetto intimoriti anche dalle relative difficoltà creative. Nell'autunno del 2009 in proposito Lindelof ebbe occasione di dichiarare:
(Damon Lindelof in un'intervista a USA Today pubblicata nell'ottobre 2009)

#### L'acquisizione dei diritti della Universal Pictures
Dopo il reiterato disinteresse di Abrams e Lindolf a portare avanti i loro propositi iniziali, nella primavera del 2010 fu quindi la Universal Pictures a rilevare l'idea acquistando i diritti per cinque milioni di dollari. Il nuovo progetto prevedeva la produzione di una trilogia cinematografica e almeno due stagioni di una serie televisiva da trasmettere sulla NBC durante gli intervalli tra le uscite dei film; la sceneggiatura era stata affidata a Akiva Goldsman, mentre la regia a Ron Howard, che figurava anche come produttore insieme a Brian Grazer e allo stesso Stephen King. Nel mese di ottobre 2010 era stata fissata come potenziale data di debutto nelle sale del primo film il 17 maggio 2013, mentre nei mesi seguenti erano state avviate le prime fasi del casting: Javier Bardem era stato scelto per impersonare il protagonista Roland Deschain, per il quale era stato considerato anche Viggo Mortensen; Naomie Harris era invece accreditata per quello di Susannah Dean, per la quale King aveva avuto occasione in passato di auspicare in varie interviste un'attrice del tipo di Angela Bassett. Tuttavia, nella primavera del 2011 l'inizio delle riprese veniva rimandato a non prima dell'inizio dell'anno seguente e alcune testate iniziarono a riportare come la Universal, dopo il passaggio di proprietà alla Comcast, stesse riconsiderando l'imponente budget previsto. Il 13 maggio 2011 la Universal annunciò la riduzione dei fondi destinati alla produzione del progetto cinematografico-televisivo, con Goldsman chiamato ad apportare le conseguenti modifiche alla sceneggiatura, mentre il 18 luglio 2011 decise di abbandonare del tutto l'ambizioso piano.
In seguito sia Stephen King che Ron Howard si dichiararono fiduciosi nell'intervento di una nuova casa di produzione per mantenere in vita il progetto. Nell'ottobre del 2011 l'emittente HBO espresse interesse a trasmettere l'eventuale serie televisiva prodotta,, mentre nel mese di marzo 2012 la Warner Bros., con HBO parte dello stesso conglomerato della Time Warner, avviò delle trattative per acquisire i diritti. Anche la Warner tuttavia, che aveva già in cantiere un adattamento de L'ombra dello scorpione (The Stand) e un prequel di Shining, dopo aver visionato una nuova sceneggiatura di Goldsman, nel mese di agosto 2012 rinunciò al progetto; nel frattempo Russell Crowe era stato preso in considerazione per sostituire Javier Bardem nei panni del protagonista. Nello stesso mese la Media Rights Capital avviò discussioni preliminari per finanziare il piano di Ron Howard e Akiva Goldsman, al quale, secondo quanto riportato da alcuni media, l'anno seguente si sarebbe interessato un non precisato investitore della Silicon Valley.

#### Il rilancio del progetto della Media Rights Capital e della Sony Pictures
Il 10 aprile 2015 la Media Rights Capital e la Sony Pictures annunciarono ufficialmente una collaborazione per finanziare il progetto visionato cinque anni prima da Goldsman e Howard, pianificando sia la produzione di una serie di film che di una potenziale serie televisiva complementare sviluppata in autonomia dalla Media Rights Capital. Il 10 luglio 2015 Nikolaj Arcel fu ingaggiato come nuovo regista, chiamato anche a perfezionare con Anders Thomas Jensen l'ultima versione delle sceneggiatura che era stata scritta da Akiva Goldsman e Jeff Pinkner. Goldsman e Howard mantengono le vesti di produttori insieme a Brian Grazer, Erica Huggins e Stephen King. Il seguente 5 agosto venne pianificata come data di debutto del primo film il 13 gennaio 2017, poi spostata al mese seguente.
L'autore della saga letteraria seguì molto da vicino lo sviluppo del progetto, avendo occasione di dichiarare:
(Stephen King nel doppio numero 1423/1424 di Entertainment Weekly – luglio 2016)
King non si limitò solo ad approvare o sconsigliare parti della sceneggiatura (secondo Akiva Goldsman i produttori «non si mossero di un passo» senza prima aver ricevuto il suo assenso), ma ebbe anche occasione di apportare direttamente alcune modifiche, tra cui la riduzione dei dialoghi del protagonista Roland, in modo da raffigurarlo meglio come uno degli eroi del cinema western dalle poche parole.
Il primo lungometraggio, proprio per volontà di King, inizia con la stessa frase con cui ha inizio il primo capitolo della saga letteraria, L'ultimo cavaliere (The Gunslinger), ma non segue la sua storia. Il film, la cui ambientazione sarà in buona parte nel tempo contemporaneo, inizierà infatti dal "centro" della storia narrata nella serie di libri, facendo riferimento a tutte le opere di cui compone. Non sono presenti i due co-protagonisti introdotti nel secondo libro, Eddie e Susannah, in modo da rappresentare la solitudine di Roland prima della formazione del ka-tet; come per i libri, entrambi i personaggi saranno eventualmente introdotti nei capitoli successivi.
Secondo Nikolaj Arcel il film, oltre che un adattamento, si presenta in un certo senso anche come una sorta di sequel della serie letteraria: nel corso della storia narrata dei libri, infatti, Roland entra in possesso del corno di Eld, oggetto che gli consente di effettuare una sorta di "reset cosmico" e ricominciare la sua missione in una realtà che presenta differenze da quella precedentemente affrontata; all'inizio del film il protagonista è già in possesso di tale strumento.
Al primo film fu assegnato un budget relativamente contenuto di sessanta milioni di dollari; la produzione di altri capitoli e di un'eventuale serie televisiva è legata al riscontro di pubblico e critica che riceverà il primo lungometraggio.

### Casting
Il 14 gennaio 2016, circa un mese dopo la diffusione di prime notizie che volevano l'attore britannico in trattativa per la parte del protagonista, Idris Elba fu ingaggiato per il ruolo di Roland Deschain, che in una delle prime fasi del progetto era stato affidato a Javier Bardem; mentre il 1º marzo 2016 fu confermato l'ingaggio di Matthew McConaughey per la parte di Randall Flagg, anche noto come Walter Padick, dopo che l'attore texano era entrato in trattative per interpretare l'iconico "cattivo" già dal precedente novembre.
Nei libri Roland è raffigurato nelle illustrazioni come un uomo bianco dagli occhi azzurri, e King in varie occasioni lo paragonò all'uomo senza nome interpretato da Clint Eastwood nei film spaghetti-western di Sergio Leone, personaggio che per lui era stato tra le fonti di ispirazione. L'autore precisò tuttavia come il colore della pelle non sia per lui un fattore importante, anche se è in grado di offrire nuovi spunti per la caratterizzazione del personaggio. Elba in proposito disse che si tratta di un segno dei tempi che cambiano, apprezzando come gli autori e il regista gli abbiano concesso di dare profondità al protagonista.
Tra i mesi di aprile e marzo si unirono al cast anche l'esordiente Tom Taylor per il ruolo di Jake Chambers; Abbey Lee, Jackie Earle Haley, Fran Kranz, Katheryn Winnick e Michael Barbieri. A maggio fu poi annunciata la presenza nel cast anche di Claudia Kim.

### Riprese
Le riprese iniziarono il 13 aprile 2016 in Sudafrica, nei dintorni di Città del Capo. Alcune sequenze vennero filmate anche a New York. I lavori sui set terminarono, senza ritardi, alla fine del seguente mese di luglio.

### La lunga post-produzione
Il montaggio e gli effetti visivi richiesero più tempo del previsto, tanto da far slittare la data d'uscita dal febbraio 2017 all'estate successiva; l'allungamento dei tempi derivò anche dalla scelta dei produttori di non sforare il budget previsto, scegliendo di spostare le scadenze prefissate anziché andare incontro a spese extra per accelerare la produzione degli effetti visivi.
Secondo quanto riportato da alcune fonti, la direzione del regista si rivelò non pienamente soddisfacente per i produttori, tanto da far considerare di ingaggiare un regista più esperto prima della fine dei lavori; il tentativo di coniugare la visione creativa percorsa del regista con le indicazioni dei produttori rese quindi poi più delicata anche la fase di montaggio. Ad aggravare la situazione fu il risultato sconfortante dei primi test-screening di ottobre 2016, condotti su una prima versione del film non ancora completa di effetti digitali: il campione riportò di non capire la mitologia dell'opera e diede giudizi negativi. Per cercare di rimediare furono modificate alcune scene di introduzione a Medio-Mondo e introdotte altre, appositamente re-girate, per far meglio comprendere il passato tra il pistolero Roland e Walter Padick.

## Promozione
Le prime immagini promozionali sono state pubblicate a partire dal 15 luglio 2016, mentre una prima versione "grezza" del trailer, senza effetti visivi, trapelò online il 10 ottobre 2016.
Il 19 marzo 2017 è stata diffusa la prima locandina ufficiale, recante la tagline «ci sono altri mondi oltre a questo», mentre nella settimana successiva un primo video tratto dal film è stato proiettato al CinemaCon di Las Vegas. Il 3 maggio 2017 ha debuttato il primo trailer ufficiale.

## Distribuzione
L'uscita nelle sale statunitensi del primo film era inizialmente prevista per il 17 febbraio 2017, ma il 3 novembre 2016, a causa della post-produzione più lunga del previsto, venne rinviata al 28 luglio 2017, per poi essere infine spostata al 4 agosto 2017 a fine marzo 2017. Le prime proiezioni cominciarono alle 19:19 per omaggiare un elemento ricorrente nei libri, mentre una proiezione in anteprima si era tenuta il 31 luglio 2017 al Museum of Modern Art di Manhattan.
In Italia l'uscita nelle sale, con il titolo La torre nera, è programmata dal seguente 10 agosto.

## Accoglienza

### Critica
La pellicola è stata accolta da recensioni prevalentemente negative: i giudizi più comuni hanno in particolare trovato la trama priva di ambizione, difficile da capire, accelerata per non superare la relativamente breve durata prevista, risultando quindi superficiale e "dimenticabile" oltre che non in grado di ben rappresentare il materiale originale; tra gli aspetti invece comunemente apprezzati l'interpretazione di Elba. Alcuni critici, come Jacob Oller del The Hollywood Reporter, hanno tuttavia sottolineato come pur essendo un film caotico non rappresenti un completo fallimento (giudicando troppo severe alcune recensioni e il punteggio indicato da alcuni aggregatori come Rotten Tomatoes), trovando aspetti positivi nella fedeltà allo spirito dei libri scritti da King e quindi nell'evidente impronta dello scrittore - consulente durante la produzione - ravvisabile sia in varie vicende e ambientazioni bizzarre, sia in alcune temi e filosofie della trama comuni a molte opere scritte da King; su tutti l'importanza e le forze attribuiti ai personaggi più giovani, in tal caso al protagonista Jake. Tra i punti potenzialmente apprezzabili dagli spettatori anche i riferimenti diretti ad altre opere di King e la scelta di non dedicare molto tempo a spiegare alcune premesse fondamentali della storia (la dinamica della lotta del bene contro il male, l'esistenza della magia, di stregoni e pistoleri...), scelta tuttavia che può rappresentare un'arma a doppio taglio essendo in grado di disorientare i neofiti della Torre Nera.
L'aggregatore Rotten Tomatoes riporta solo il 17% di commenti positivi tra le oltre 110 recensioni registrate. Metacritic assegna un punteggio medio di 35 su 100 basato su 40 recensioni.

## Sequel e spin-off televisivo
Mentre per il via libera alla produzione di sequel cinematografici si attendeva il debutto del film, durante il mese di settembre 2016 era stato confermato come la MRC e la Sony Pictures fossero già concordi nel finanziare la produzione di una serie televisiva spin-off composta tra i dieci e i tredici episodi, la quale sarebbe dovuta essere venduta ad un'emittente per essere distribuita idealmente nel corso del 2018. Al contrario del film, la serie era stata concepita come una più fedele trasposizione del quarto capitolo della saga letteraria, La sfera del buio (The Dark Tower IV: Wizard and Glass), la cui trama si pone quindi come prequel rispetto al film. La storia è infatti ambientata molti anni prima ed è incentrata sulle origini del personaggio di Roland, che sarebbe quindi stato interpretato da un attore più giovane, anche se Idris Elba e Tom Taylor, nelle intenzioni dei produttori, sarebbero comunque comparsi nell'opera. Glen Mazzara era stato designato come showrunner, ruolo che in precedenza aveva già assunto per The Walking Dead.
Nel febbraio 2018 Amazon ha comprato i diritti per distribuire la serie sulla sua piattaforma Prime Video, tuttavia, considerato il mancato successo del film, il progetto, rimesso interamente in discussione, potrebbe essere del tutto slegato dal film e presentarsi come un'opera completamente autonoma. Già prima che fosse comprata da Amazon anche Stephen King, dopo l'uscita del film, aveva prospettato l'ipotesi che la serie diventasse un completo reboot.